# GJA4
GJA4‏ (Gap junction protein alpha 4) هوَ بروتين يُشَفر بواسطة جين GJA4 في الإنسان.